# Vlag van Akersloot

vlag van de gemeente Akersloot(1960-2002)

De vlag van Akersloot is op 2 februari 1960 vastgesteld als de gemeentelijke vlag van de Noord-Hollandse gemeente Akersloot. De vlag kan als volgt worden beschreven:
Wit, met op het midden geplaatst drie groene eikels in dop, geplaatst twee en een.
De vlag is afgeleid van het gemeentewapen. De vlag en het wapen waren al oud, en in de zeventiende eeuw werden volgens Sierksma wimpels met vergelijkbare afbeeldingen op zee gebruikt.
Het gemeentelijk dundoek bleef tot 1 januari 2002 in gebruik, op die dag is de gemeente opgegaan in de gemeente Castricum).

## Verwante afbeelding

Wapen van Akersloot

Akersloot
· Andijk
· Anna Paulowna 
· Assendelft 
· Beemster 
· Bennebroek 
· Blokker 
· Broek in Waterland 
· Bussum 
· Callantsoog 
· Edam 
· Egmond 
· Egmond aan Zee 
· Egmond-Binnen 
· Graft-De Rijp 
· 's-Graveland 
· Haarlemmerliede en Spaarnwoude 
· Harenkarspel 
· Heerhugowaard 
· Hensbroek 
· Hoogwoud 
· Ilpendam 
· Jisp 
· Krommenie 
· Langedijk 
· Limmen 
· Marken 
· Midwoud 
· Monnickendam 
· Muiden 
· Naarden 
· Nederhorst den Berg 
· Nibbixwoud 
· Niedorp 
· Noorder-Koggenland 
· Obdam 
· Opperdoes 
· Schermer 
· Schermerhorn 
· Schoorl 
· Sint Maarten 
· Terschelling 
· Terschelling en Vlieland 
· Twisk 
· Venhuizen 
· Vlieland 
· Warmenhuizen
· Weesp
· Wervershoof 
· Wester-Koggenland 
· Westwoud 
· Westzaan 
· Wieringen 
· Wieringermeer 
· Wijdewormer 
· Wognum 
· Wormer 
· Wormerveer 
· Zaandam 
· Zaandijk 
· Zeevang 
· Zijpe